# Emlyn
Emlyn – jednostka osadnicza w Stanach Zjednoczonych, w stanie Kentucky, w hrabstwie Whitley.